# Hello Good Morning
"Hello Good Morning" é uma canção executada pelo grupo de rap norte-americano, Diddy-Dirty Money. A canção também apresenta o rapper TI & Rick Ross. A canção foi lançada para download digital em 30 de Março de 2010. O grupo se apresentou pela primeira vez em uma transmissão nacional quando cantou a música na nona temporada de American Idol, que ajudou a estrearem em #34 na Billboard Hot 100. Caiu rapidamente para as metades inferiores da tabela, mas finalmente recuperou a sua corrente de pico de #27 na tabela.

## Vídeo Musical
Um trailer do vídeo da música foi lançado em 4 de Maio de 2010. O vídeo da música foi lançado em 13 de maio de 2010 no Vevo. O vídeo foi dirigido por Hype Williams. Usa a versão oficial do remix com Rick Ross e TI. Swizz Beatz e Rico Love (co-roteirista) fizeram aparições no vídeo e no trailer. O vídeo é dedicado a Peter Lopez.

## Remixes
Há 4 versões remix oficiais da música.
- O Remix Oficial apresenta os rappers Rick Ross e Nicki Minaj, foi vazada como uma versão unmastered em 12 de maio de 2010. A versão final foi lançada em 11 de Junho de 2010. O vídeo para o remix da música foi gravado e estreou em 21 de Junho de 2010 na 106 & Park da BET.
- O segundo remix apresenta Rick Ross & TI, foi lançado em 18 de Abril de 2010 a partir do Twitter de Diddy, foi originalmente vazada em 1 de Abril de 2010, apesar de que era suposto ser um dia de Abril. Este remix foi usado para o videoclipe da canção em vez da versão original com TI.
- O terceiro remix oficial é chamado de "Team UK Remix" e apresenta os artistas britânicos Tinchy Stryder e Tinie Tempah. Foi lançado em 10 de Junho de 2010 no show de Tim Westwood na BBC Radio 1Xtra no Reino Unido.
- O quarto remix oficial 4 é chamado de "Grime Remix" e apresenta o britânico artista Skepta. Diddy anunciou em seu Twitter que ele vai fazer o remix oficial de "Hello Good Morning" com um artista grime e pediu a seus seguidores que seleccionassem. Depois de alguns dias, Diddy anunciou que o artista que a maioria dos seus seguidores é seleccionou, Skepta em poucos dias ele vai gravar o remix com ele. A versão final foi lançada em 9 de Agosto de 2010. Foi oficialmente pela primeira vez ouvida no show do DJ Logan Samas na Kiss 100 London.

## Promoção e Performances ao vivo
O grupo cantou a música em 4 de Junho de 2010 no Good Morning America. [8] Eles também tocaram a música no show francês Le Grand Journal. Em 12 de Junho de 2010 o grupo apresentou (com o convidado o baterista Matt Helders dos Arctic Monkeys) "Hello, Good Morning", na sexta-feira de com Jonathan Ross.

## Desempenho nas Paradas
| Parada (2010)            | Melhor Posição |
| ------------------------ | -------------- |
| Australian Singles Chart | 94             |
| Australian Urban Chart   | 24             |
| Canadian Hot 100         | 55             |
| European Hot 100 Singles | 69             |
| German Black Chart       | 1              |
| Irish Singles Chart      | 41             |
| Swiss Singles Chart      | 65             |
| UK Singles Chart         | 22             |
| UK R&B Chart             | 9              |
| US Billboard Hot 100     | 27             |
| US Hot R&B/Hip-Hop Songs | 13             |
| US Hot Rap Songs         | 8              |

## Histórico de Lançamento
| Região         | Data                | Formato                   |
| -------------- | ------------------- | ------------------------- |
| Estados Unidos | 30 de Março de 2010 | Download Digital          |
| Estados Unidos | 27 de Abril de 2010 | Airplay Rítmico           |
| Estados Unidos | 27 de Abril de 2010 | Airplay Urbano            |
| Estados Unidos | 18 de Maio de 2010  | Airplay Mainstream/Top 40 |